# Nicolas Werth
Nicolas Werth, född 1950, är en fransk historiker. Werth är lektor i historia specialiserad på Sovjetunionen vid Centre National de la Recherche Scientifique i Paris. Han var kulturattaché vid franska ambassaden i Moskva under perestrojkan (1985-1989).

## Publikationer
- Medförfattare tillsammans med Stéphane Courtois, Jean-Louis Panné, Andrzej Paczkowski, Karel Bartosek and Jean-Louis Margolin till Le livre noir du communisme (Kommunismens svarta bok)
- 1917 : La Russie en révolution (1997)
- Etre communiste en URSS sous Staline (1981)
- Histoire de l'Union soviétique de Lénine à Staline (1998)
- L’île aux cannibales (2006)
- Le Métro de Moscou: Un mythe soviétique (2005)
- Cannibal Island: Death in a Siberian Gulag (Human Rights and Crimes Against Humanity) (2007) ISBN 978-0-691-13083-5